# Gubernatorzy Kolonii Przylądkowej

## Gubernatorzy z ramienia holenderskiej Kompanii Wschodnioindyjskiej
- 1652–1662 : Jan van Riebeek
- 1679–1699 : Simon van der Stel
- 1699–1707 : Williem Adriaen van der Stel
- 1751–1771 : Ryk Tulbagh

## Gubernatorzy z ramienia Wielkiej Brytanii
- 1797–1798 : George Macartney, 1. hrabia Macartney
- 1798–1799 : Francis Dundas
- 1799–1801 : George Yonge
- 1801–1803 : Francis Dundas

## Gubernatorzy z ramienia Republiki Batawskiej
- 1803–1804 : Jacob Abraham Uitenhage de Mist
- 1804–1806 : Jan Willem Janssens

## Gubernatorzy z ramienia Wielkiej Brytanii
- 1806–1807 : David Baird
- 1807–1807 : Henry George Grey
- 1807–1811 : Du Pré Alexander, 2. hrabia Caledon
- 1811–1811 : Henry George Grey
- 1811–1814 : John Francis Cradock
- 1814–1826 : Lord Charles Somerset
- 1826–1828 : Richard Bourke
- 1828–1833 : Galbraith Lowry Core
- 1833–1834 : Thomas Francis Wade
- 1834–1838 : Benjamin d'Urban
- 1838–1843 : George Thomas Napier
- 1843–1847 : Peregrine Maitland
- 1847–1847 : Henry Pottinger
- 1847–1852 : Harry Smith
- 1852–1854 : George Cathcart
- 1854–1854 : Charles Henry Darling
- 1854–1861 : George Edward Grey
- 1861–1862 : Richard Wynyard
- 1862–1870 : Philip Edmond Wodehouse
- 1870–1870 : Charles Hay
- 1870–1877 : Henry Barkly
- 1877–1880 : Henry Bartle Frere
- 1880–1880 : Henry Hugh Clifford
- 1880–1881 : George Cumine Strahan
- 1881–1889 : Hercules Robinson
- 1889–1889 : Henry Augustus Smyth
- 1889–1895 : Henry Loch
- 1895–1897 : Hercules Robinson
- 1897–1897 : William Goodenough
- 1897–1901 : Alfred Milner
- 1901–1910 : Walter Hely-Hutchinson